# حلبة أندرستورب

المسار

حلبة أندرستورب هي حلبة تقع في أندرستورب في السويد، تقام عليها سباقات رياضة المحركات الآلية. يبلغ طولها 4 كيلومتر (ميلين ونصف). استضافت سباقات فورمولا 1 وبطولة العالم للسوبربايك وبطولة العالم لسيارات السياحة.

## وصلات خارجية
- الموقع الرسمي نسخة محفوظة 11 يناير 2013 at Archive.is